# Niesione wiatrem
Niesione wiatrem – amerykański film obyczajowy z 1999 roku.

## Obsada
- Janet McTeer – Mary Jo Walker
- Kimberly J. Brown – Ava Walker
- Jay O. Sanders – Dan Miller
- Gavin O’Connor – Jack Ranson
- Laurel Holloman – Laurie Pendleton
- Lois Smith – Ginger
- Michael J. Pollard – Pan Cummings

## Fabuła
Mary Jo Walker to kobieta sama wychowująca córkę Avę. Przenosi się z miasta do miasta, uciekając przed nieudanymi związkami z mężczyznami. 

## Nagrody i nominacje
Oscary za rok 1999
- Najlepsza aktorka - Janet McTeer (nominacja)

Złote Globy 1999
- Najlepsza aktorka w komedii/musicalu - Janet McTeer

Nagroda Satelita 1999
- Najlepsza aktorka w komedii/musicalu - Janet McTeer